# Parco del Fiume Tormo
Il parco interprovinciale del Fiume Tormo è un parco di 4.406 ettari che si estende lungo le rive del fiume Tormo. La  Provincia di Cremona ha riconosciuto il parco con delibera di Giunta n* 375 del 28 giugno 2004 e n° 405 dell'8 agosto 2006. La Provincia di Lodi ha riconosciuto il parco con delibere di Giunta n° 254 del 9 dicembre 2004 e n° 184 del 12 ottobre 2005. La Provincia di Bergamo ha riconosciuto l'area protetta con delibera di Giunta n° 338 del 16 maggio 2005.

## Morfologia
Si tratta di un'area di pianura caratterizzata dalle antiche scarpate del fiume Adda. Il Tormo, infatti, è un fiume di origine risorgiva lungo oltre 30 km che scorre interamente nella piana alluvionale dell'Adda.

## Idrografia
Rappresenta la caratteristica primaria del parco: all'asta del fiume si somma una fitta rete idrografica con rogge e canali, taluni artificiali, altri di origine risorgiva.

## Suddivisione per comune
- Arzago d'Adda: 200 ettari;
- Agnadello: 697 ettari;
- Pandino: 1.258 ettari;
- Palazzo Pignano: 306 ettari;
- Dovera: 1.214 ettari;
- Monte Cremasco: 12 ettari;
- Crespiatica: 129 ettari;
- Corte Palasio: 389 ettari;
- Abbadia Cerreto: 201 ettari.

## Usi antropici
Il territorio del parco ha una forte valenza agricola, soprattutto per la produzione di foraggio e per la presenza di numerosi allevamenti bovini.

## Luoghi
Elementi di interesse storico, artistico e religioso nei comuni del parco sono: la Madonna della Vittoria e l'oratorio di san Bernardino ad Agnadello, il castello visconteo a Pandino, la pieve di Palazzo Pignano e il sito archeologico della villa romana nel medesimo comune, il santuario della Beata Vergine del Pilastrello a Dovera, villa Barni a Roncadello, l'ex chiesa abbaziale (ora parrocchiale) di Abbadia Cerreto.